# Monte Melkonian
Monte Melkonian (armeni: Մոնթե Մելքոնյան)  (Visalia, 25 de novembre de 1957 - Mərzili, 12 de juny de 1993), també conegut com a Avo, fou un revolucionari i militar estatunidenc d'ascendència armènia. Va participar en la revolució iraniana el 1979, la Guerra civil del Líban, va ser un membre destacat de l'ASALA durant els anys 80 i un dels principals comandants armenis de la Guerra de l'Alt Karabakh. Va morir en un enfrontament a Mərzili (Districte d'Ağdam) durant la batalla d'Ağdam l'any 1993, i va ser enterrat al cementiri militar de Ierablur (Erevan). El 1996 va ser declarat Heroi Nacional d'Armènia, i el 1999, Heroi d'Artsakh.
Monte Charles Melkonian va néixer el 1957 a Califòrnia, Estats Units d'Amèrica, fill de dos immigrants armenis. Durant l'adolescència, la seva família va visitar el poble d'on era originària la seva mare, a Turquia. Allà descobrí que el règim otomà havia pràcticament eliminat la comunitat armènia que hi vivia durant el genocidi armeni de 1915, fet que el va marcar profundament. Quan tenia 15 anys va començar un programa d'estudis a l'estranger, al Japó. Allà va estudiar arts marcials i japonès. Gràcies a les classes d'anglès que impartia, es va poder finançar alguns viatges pel sud-est asiàtic.
Quan va tornar a USA, Monte es va graduar a la Universitat de Califòrnia a Berkeley l'any 1978 i va rebutjar una oferta per estudiar arqueologia a Oxford, per tal de poder anar a Armènia. Per aconseguir-ho, va viatjar a Teheran (la capital d'Iran) per demanar un visat per entrar a Armènia, que en aquells moments formava part de l'URSS. Quan va arribar a Teheran, acabava d'ocórrer el divendres negre, fet que el va decidir a involucrar-se en les protestes contra el Xa.